# SEK工作室
SEK工作室，全稱為朝鮮4・26兒童電影攝影所（朝鲜语：／），為北韓唯一的動畫工作室，於1957年9月，在朝鮮領導人金日成的发起和指导下成立，總部位於平壤市。朝鮮4・26兒童電影攝影所起初有1600多名工作人员，引进先进设备后，一度减至500多人。工作室對外統稱為『SEK工作室』，SEK為Scientific Educational Korea的簡稱。

## 代表作品
- 松鼠和刺猬
- 少年將帥
- 聰明的貉
- 寻找火种的小公主